# Квінт Помпей (народний трибун)
Квінт Помпей (*Quintus Pompeius, д/н —після 130 до н. е.) — політичний діяч Римської республіки.

## Життєпис
Походив з плебейського роду Помпеїв. Син Квінта Помпея, консула 141 року до н. е. Про молоді роки мало відомостей. був прихильником оптиматів, виступав проти реформ Тиберія Семпронія Гракха. Звинуватив останнього у захопленні усім грецьким, а також отримання з Пергаму скарбів й діадеми. Тобто звинуватив Гракха у намагання стати узурпатором. В подальшому 132 та 130 роках ставав народним трибуном.

## Родина
- Квінт Помпей Руф, консул 88 року до н. е.
- Авл Помпей, народний трибун 102 року до н. е.